# Angyali üdvözlet fatemplom (Birtin)
A birtini Angyali üdvözlet fatemplom műemlékké nyilvánított épület Romániában, Hunyad megyében. A romániai műemlékek jegyzékében a  HD-II-m-A-03256 sorszámon szerepel.